# آستانه هفده‌سالگی
آستانهٔ هفده‌سالگی (به انگلیسی: The Edge of Seventeen) یک فیلم داستان بلوغ کمدی-درام آمریکایی به نویسندگی و کارگردانی کلی فرمون کریگ است. از بازیگران آن می‌توان به هیلی استاینفلد، هالی لو ریچاردسون، بلیک جنر، وودی هرلسون و کیرا سجویک اشاره کرد. تصویربرداری فیلم از ۲۱ اکتبر، تا ۳ دسامبر ۲۰۱۵ در ونکوور، کانادا انجام شد.
اولین نمایش آستانهٔ هفده‌سالگی در ۱۶ سپتامبر ۲۰۱۶ در طی جشنواره بین‌المللی فیلم تورنتو بود و سپس توسط اس‌تی‌اکس انترتینمنت در ۱۸ نوامبر ۲۰۱۶ در ایالات متحدهٔ آمریکا اکران شد. فیلم با واکنش‌های مثبتی از سوی منتقدان همراه بود، و عملکرد بازیگری استاینفلد مورد تحسین قرار گرفت. فیلم همچنین ۱۹ میلیون دلار در سراسر جهان فروش کرد در حالی که ۹ میلیون دلار بودجه ساخت آن بوده است.

## داستان
نادین فرانکلین (هیلی استاینفلد) ۱۷ ساله، با شتاب وارد کلاس معلم تاریخش (وودی هرلسون) می‌شود و به او می‌گوید که می‌خواهد خودش را بکُشد. سپس به صحبت دربارهٔ وقایعی می‌پردازد که تا حالا برایش رخ داده است و….

## بازیگران
- هیلی استاینفلد در نقش نادین فرانکلین، خواهر کوچکتر دارین
- هالی لو ریچاردسون در نقش کریستا (بهترین دوست نادین)
- بلیک جنر در نقش دارین (برادر بزرگ نادین)
- وودی هرلسون در نقش آقای برونر (معلم دبیرستان)
- کیرا سجویک در نقش مونا (مادر نادین)
- هایدن زتو در نقش اروین کیم
- اریک کینلیساید در نقش تام
- کیتی استوارت در نقش جینی
- الکساندر کالورت در نقش نیک ماسمن
- مریدیت مونروو در نقش همسر آقای برونر

## تولید
نویسنده/کارگردان کلی فرمون کریگ یک کپی از فیلم‌نامه را برای جیمز ال. بروکس فرستاد، با این امید که بروکس تهیه‌کنندگی کار را بر عهده بگیرد. کریگ به خاطر می‌آورَد، «من یک نسخهٔ مشخص از این فیلم را نوشتم، و یک طرفدار سرسخت جین برای سال‌های سال بودم. او لانگ شات دیوانه‌کننده‌ای بود که من ابتدا گرفته بودم! و کسی بود که هرگز فکر نمی‌کردم با او کار کنم. اما من متن نمایش‌نامه را برای او فرستادم و او پروژه را قبول کرد.» آستانهٔ هفده‌سالگی اولین کارگردانی کریگ است. او همچنین تهیه‌کنندگی فیلم را بر عهده گرفت.
در ۴ اوت ۲۰۱۵، هیلی استاینفلد برای بازی به‌عنوان نقش اول انتخاب شد، در حالی که ریچارد ساکای نیز به‌عنوان یکی از تهیه‌کننده‌ها اضافه شد. در ۲۴ سپتامبر ۲۰۱۵ وودی هرلسون و کیرا سجویک به بازیگران فیلم پیوستند.